# Kickxel·lomicots
Els kickxel·lomicots (Kickxellomycota) són una divisió o fílum del regne dels fongs (Fungi). Tradicionalment es classificaven com una subdivisió dins la polifilética divisió Zygomycota, però les classificacions filogenètiques la situen en una divisió pròpia.

## Taxonomia
El fílum Kickxellomycota inclou 6 classes:
- Classe Asellariomycetes
- Classe Barbatosporomycetes
- Classe Dimargaritomycetes
- Classe Harpellomycetes
- Classe Kickxellomycetes
- Classe Ramicandelaberomycetes